# Chandeen
Chandeen [ˌʃænˈdiːn] ist ein Musikprojekt aus Frankfurt am Main, das 1990 gegründet und in der ersten Hälfte der 1990er Jahre im Dark-Wave-Umfeld populär wurde. Die Band selbst bezeichnete seinerzeit ihren Stil als „Electronic Poetry“.
Ab der Mitte der 1990er Jahre veränderte sich der Stil infolge einer Umbesetzung, die Band produzierte seitdem eher popmusikorientierte Werke mit Einflüssen aus Rock und Trip-Hop.

## Geschichte

### Gründung
Chandeen wurde 1990 von Harald Löwy und Oliver Henkel gegründet. Beide Musiker trafen allerdings zu ersten Experimenten schon im Winter 1989 zusammen, sodass es zum Entstehungsdatum von Chandeen unterschiedliche Angaben gibt. 1991 trat als weiteres Mitglied die Sängerin Aline Akbari dem Projekt bei, nur ein Jahr später folgte die Zweitsängerin Antje Schulz.

### Frühe Werke
Nach zwei Kassettenveröffentlichungen wurde Oliver Rösch, Labelchef von Hyperium Records, auf Chandeen aufmerksam und bot dem Projekt einen Plattenvertrag an. Kurz bevor Chandeen den Vertrag unterschrieben, verließ Aline Akbari das Projekt und wurde im Frühjahr 1993 durch Catrin Mallon ersetzt. In dieser Besetzung nahmen Chandeen die ersten beiden Alben Shaded by the Leaves und Jutland auf. Zur Anfertigung der Rohaufnahmen von Jutland zogen sich Harald Löwy und Oliver Henkel für sechs Wochen nach Jütland zurück.

### Split
Im Verlauf der Studio-Arbeiten zu Jutland machten sich bereits projektinterne Differenzen bemerkbar, die Ende 1994 im Ausstieg von Catrin Mallon und Oliver Henkel gipfelten. Beide Musiker formierten anschließend das Projekt Edera, das nach der Veröffentlichung des ersten und einzigen Albums Ambiguous (1996) in der Versenkung verschwand.
Unterdessen gerieten erste Auflösungsgerüchte in Umlauf, die seitens des verbliebenen Teils Chandeens jedoch nicht bestätigt wurden. Trotz weiterer Veröffentlichungen, die Chandeen in den darauf folgenden Jahren populärer machten, sollte Jutland das bedeutendste Album bleiben. Es gilt als das atmosphärischste Werk der Band.

„Jutland spielten wir in einer sechswöchigen Session komplett in Dänemark ein. Wir waren abgeschieden in einem Haus am Meer und kreierten ein ganz eigenes Album. Stilistisch war dies unsere wichtigste Zeit.“

### Stilwechsel
Während Jutland den Markt eroberte, erschien 1995 die EP Light Within Time. Hierauf kam erstmals die neue Sängerin Stephanie Härich zum Zuge, die im Frühjahr 1995 bei Chandeen einstieg und den Platz von Catrin Mallon einnahm. Stephanie Härich war zuvor in Incept Date integriert, einem Seitenprojekt von Harald Löwy, bei dem sie die Background Vocals für das Album Archipelago (1994) beisteuerte. Die Titel der Light Within Time-EP verschreckten viele Fans aufgrund ihrer ungewöhnlichen Klänge, Chandeen präsentierten statt der üblichen dunklen und romantisch durchsetzten Atmosphäre eher unaufdringliche Popsongs mit folkloristischen Zügen.

### Weg zum Erfolg
Die darauf folgenden Werke The Waking Dream (1996), Spacerider – Love at First Sight (1998) und Bikes and Pyramids (2002) führten den neu eingeschlagenen Weg konsequent fort, ab Ende der 1990er Jahre traten vermehrt zeitgemäße Trip-Hop-, Drum-and-Bass- und Rock-Elemente hervor. Zwischenzeitlich trennten sich Chandeen von ihrem Label Hyperium Records und wechselten zu Synthetic Symphony, einem Sublabel von SPV Recordings.
Ende des Jahres 1998 begannen die Aufnahmen zum Videoclip von Skywalking, der nach seiner Fertigstellung auf MTV und VIVA in Rotation lief und in sechs Kategorien für den German Video Music Award nominiert war. Daran anschließend waren Chandeen bei NBC-Giga zu Gast.

### Auflösung und Neubeginn
Um weitere Kompromisse auszuschließen und besser unabhängig von großen Plattenfirmen agieren zu können, gründete Harald Löwy im Jahr 2001 mit Kalinkaland sein eigenes Label. Seit 2002 werden die Chandeen-Werke dort veröffentlicht.
Eine Best-of-Kollektion und mehrere Maxis komplettierten das bisherige Schaffen von Chandeen, ehe 2003 mit Echoes zunächst das letzte Album erschien. Dieses Werk fällt deutlich ruhiger und getragener aus als seine Vorgänger und stellt eine Rückbesinnung auf die Wurzeln der Band dar. Für den Titelsong Echoes fungierte Antje Buchheiser, Sängerin von Stoa, als Zweitstimme. Nachdem bereits 2002 auch Stephanie Härich ihre Mitarbeit einstellte, trennten sich Antje Schulz und Harald Löwy zwei Jahre später.
Nach langjähriger Pause reaktivierte Löwy das Projekt und veröffentlichte am 28. März 2008 das neue Album Teenage Poetry auf Kalinkaland. Für dieses Werk suchte er sich eine neue Stimme: Julia Beyer. Ferner gab es mit Mike Brown ein weiteres festes Bandmitglied, der am 20. März 2012 verstarb.
2011 erschien das Album Blood Red Skies, ebenfalls mit Julia Beyer als Sängerin, gefolgt von Forever And Ever (November 2014).
Am 28. Februar 2020 wurde das zehnte Studioalbum Mercury Retrograde veröffentlicht. Neben Julia Beyer arbeitete Löwy auf diesem Album mit der englischen Sängerin Holly Henderson, der französischen Songschreiberin Kitty sowie mit der 16-jährigen Gastsängerin Odile. Das Video zur zweiten Single Ocean Mind wurde dabei vom amerikanischen Fach- und Branchenmagazin Billboard präsentiert.

## Namensherkunft
Chandeen war der Name des Leguans einer Freundin Harald Löwys. Laut Löwy entstammt dieser Name einer indianischen Sprache. Eine entsprechende Übersetzung ins Deutsche, welche die Bedeutung des Wortes voll erfasst, gibt es nicht. Chandeen gilt als eine Bezeichnung mit religiösem Hintergrund. Sie wird verwendet, um Eindrücke oder Geschehnisse zu umschreiben, die eine bestimmte Person an die „Quelle des Lebens“ oder an den „Sinn des Daseins“ näher heranführen. Darunter fallen unter anderem Déjà-vu-Erlebnisse. Der Name erschien Löwy und Henkel daher passend für die spirituelle und sphärische Ausrichtung der Band zum Zeitpunkt der Gründung.

## Trivia

### Künstler
- Antje Schulz schaltete 1992 ein Inserat mit dem Ziel, als Sängerin einer Punkband tätig zu werden.[4] Dieses Inserat führte sie letztlich in eine ganz andere Richtung: Harald Löwy und Oliver Henkel ließen Antje bei sich im Studio vorsingen und integrierten sie anschließend bei Chandeen als vollwertiges Mitglied. Nach ihrer Zeit bei Chandeen widmete sie sich vermehrt ihrer Crossover-Band Spin Spin Sugar, die sie zusammen mit Guido Fricke alias Guido LeFric (La Floa Maldita) ins Leben rief. Inzwischen ist Antje Schulz ein beständiges Mitglied der Elektro-Formation In Strict Confidence.

- Harald Löwy formierte neben Chandeen auch sein Zweitprojekt Incept Date, mit dem er bisher die beiden Alben Archipelago (1994) und Harem (1996) veröffentlichte. Zusammen mit dem Chandeen-Gastmusiker Ion Javelin (ehemals Sänger von Moskwa TV) initiierte Harald Löwy das Projekt Broken Surface. Aus der Zusammenarbeit gingen 2003 das Album „Broken Surface“ und die Maxi Generator X.0.7/8 hervor. Darüber hinaus war Harald Löwy für die Neoklassik-Formation Stoa tätig, mit deren Sängerin Antje Buchheiser er liiert ist. Eine langjährige Freundschaft verbindet ihn mit Steffen Keth, dem Sänger von De/Vision, der Chandeen auch bei Live-Auftritten unterstützte.

- Einige Alben produzierte Axel Henninger, der sich bereits als Produzent für Gruppen wie Camouflage und Moskwa TV in der deutschen Electro-Pop-Szene einen Namen machte.

- Das 2014 veröffentlichte Album Forever and Ever entstand in Zusammenarbeit mit dem New Yorker Musik- und Mastering Studio The Lodge unter der Leitung von Emily Lazar, die 2012 für den Grammy Music Award nominiert war.

- Neben seiner Tätigkeit bei Chandeen war Mike Brown auch Gründer und Entwickler der Synthesizer Firma Livewire Electronics, deren Module u. a. von Bands wie M83 oder Nine Inch Nails benutzt werden.

### Lieder
- Das Stück In Power We Entrust the Love Advocated, das auf dem Album The Waking Dream zu finden ist, stammt von Dead Can Dance und ist im Original auf der 1984er Vinyl-Maxi Garden Of The Arcane Delights erschienen.
- Das Lied Apples & Oranges aus dem Album Bikes and Pyramids ist eine Coverversion der gleichnamigen Single von Pink Floyd aus dem Jahr 1967.
- In ihrer gesamten Schaffensphase veröffentlichten Chandeen lediglich zwei deutschsprachige Songs: Pink und Heute Nacht. Beide Titel sind auf dem Album Bikes and Pyramids erhältlich.
- Für die Sheffielder Gruppe In the Nursery fertigten Chandeen einen Remix des Titels Belle Époque an. Als Gegenleistung arrangierten In the Nursery für Chandeen das Stück A Silent Love, das auf dem Album Bikes and Pyramids veröffentlicht wurde.[8]

## Veröffentlichungen
| Alben und EPs - 1994 – Shaded by the Leaves (CD) - 1995 – Jutland (CD) - 1995 – Light Within Time (EP + CD-ROM Video) - 1996 – The Waking Dream (CD) - 1998 – Spacerider – Love at First Sight (CD) - 2002 – Bikes and Pyramids (CD) - 2003 – Echoes (CD) - 2008 – Teenage Poetry (CD) - 2011 – Blood Red Skies (CD) - 2014 – Forever and Ever (Vinyl & CD) - 2015 – Winter Reverbs (CD) - 2018 – Rogue (EP) - 2020 – Mercury Retrograde (Vinyl & CD) - 2025 – The Last Glimpse of Your Life (Vinyl & Digital) | Singles und Maxis - 1994 – Red Letter Days /:Lumis: (MCD) - 1995 – Strawberry Passion (MCD) - 1996 – Papillon (It’s Easy to Fly) (MCD) - 1998 – Spacerider (MCD) - 1999 – Skywalking (MCD) - 2002 – My World Depends on You (MCD) |

| Retrospektiven - 1998 – A Taste Like Ginger (CD) - 2004 – Pandora’s Box (CD) | Demos - 1992 – The Twilight Crossing – Part I (K7) - 1993 – The Twilight Crossing – Part II (K7) |

| Videos - 1998 – Skywalking (Videoclip) - 2011 – Shadows Fade (Videoclip) - 2014 – The Wild Unknown (Videoclip) - 2015 – Wake up, Starbuck (Videoclip) - 2019 – Vanish (Videoclip) - 2020 – Ocean Mind (Videoclip) - 2020 – You’re in a Trance (Videoclip) - 2020 – Light (Videoclip) - 2020 – All Ghosts (Videoclip) |